# 국제 자유주의자 연대
국제 자유주의자 연대(International Libertarian Solidarity)는 국제적인 아나키스트 네트워크 조직이다.
북아메리카와 유럽의 아나키스트 단체들을 중심으로, 남아메리카, 중동, 아프리카의 단체들을 포함하여 20개 이상의 아나키스트 단체들이 이 네트워크 조직에 속해있다.